# شعيب أبو خمسات
شعيب أبو خمسات هو شعيب، عميق، واسع ترتفع في ضفته اليمنى عينُ العزية، في ناحية الشبكة في غرب قضاء النجف في محافظة النجف بمنطقة الوديان السفلى، بالبادية العراقية غرب العراق، قال جمال باقر وحيدر الجزائري في بحثهما (إدارة كوارث الفيضانات والسيول في منطقة بحر النجف) إنه "يصب في بحر النجف عدة وديان موسمية تبدأ من الأراضي السعودية لتشكل ثلاثة أحواض رئيسية وتتفرع عند دخولها للأراضي العراقية لتكون مجموعة من الوديان التي تصب في البحر، وأبرز تلك الويدان (الخر، شعيب الرهيماوي، أبو خمسات، المالح، الخابط، حُسُب، أبو طلاح).